# Astroarchéologie
Ne doit pas être confondu avec archéoastronomie.
L'astroarchéologie, créée par Erich von Däniken, est une discipline très controversée qui vise à rechercher dans les vestiges des civilisations du passé des « preuves » de visites extraterrestres sur notre planète. Considérée comme une pseudo-science et du charlatanisme par la communauté scientifique, l'astroarchéologie essaie de se  présenter comme une science en s'appuyant sur l'archéologie pour étoffer l'ufologie. 
Très liée à la théorie des anciens astronautes (ou néo-évhémérisme), l'astroarchéologie s'intéresse particulièrement aux fresques préhistoriques, aux vestiges anciens, aux légendes et témoignages oraux ainsi qu'aux formes et aux reliefs étranges présents sur d'autres planètes.